# George Minot
George Richards Minot (2 tháng 12 năm 1885 – 25 tháng 2 năm 1950) là một thầy thuốc người Mỹ, đã đoạt giải Nobel Sinh lý và Y khoa năm 1934 chung với William P. Murphy và George H. Whipple cho công trinh nghiên cứu của họ về bệnh thiếu máu.
Minot đậu bằng cử nhân (nhân văn) năm 1908 và bằng tiến sĩ y học năm 1912 ở Đại học Harvard. Từ năm 1914 tới năm 1915, George Minot được bổ nhiệm làm giáo sư phụ tá y khoa ở trường Đại học Johns Hopkins tại Baltimore. Năm 1915, ông được bổ nhiệm giáo sư phụ tá y khoa ở "trường Y học Harvard" (thuộc Đại học Harvard).